# Disembolus phanus
Espèce
Synonymes
- Tapinocyba phana Chamberlin, 1949

Disembolus phanus est une espèce d'araignées aranéomorphes de la famille des Linyphiidae.

## Distribution
Cette espèce est endémique des États-Unis. Elle se rencontre en Idaho et au Montana.

## Description
Le mâle mesure 1,45 mm et les femelles de 1,45 à 1,65 mm.

## Publication originale
- Chamberlin, 1949 : On some American spiders of the family Erigonidae. Annals of the Entomological Society of America, vol. 41, no 4, p. 483-562.